# Leucochrysa boliviana
Leucochrysa boliviana är en insektsart som först beskrevs av Banks 1915.  Leucochrysa boliviana ingår i släktet Leucochrysa och familjen guldögonsländor. Inga underarter finns listade i Catalogue of Life.